# Fernand Giauque
Fernand Giauque (* 11. Juli 1895 in Biel; † 6. Januar 1973 in Muntelier) war ein Schweizer Bildender Künstler.

## Leben und Werk

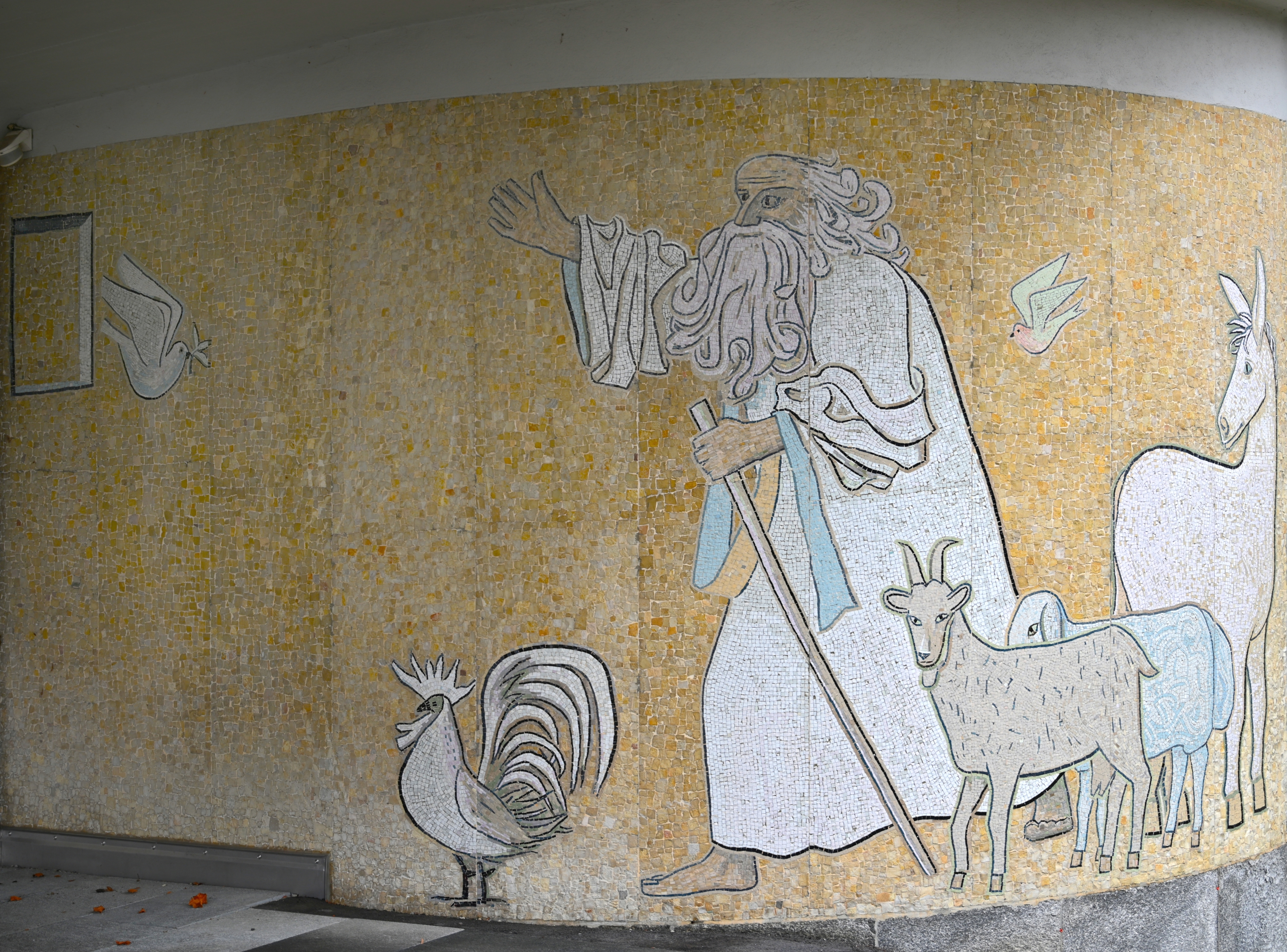
1948, Wandmosaik Arche Noah

Fernand Giauque war ein Sohn des Lehrers Théophile Alcide Giauque. Seine Schwester war die Malerin, Illustratorin und Lithografin Sophy Giauque (1887–1943). Giauque absolvierte eine Innenarchitekturlehre an der Kunstgewerbeschule Zürich. Von 1919 bis 1920 war er in Paris als Dekorateur tätig und besuchte daneben die Académie de la Grande Chaumière.
1924 liess sich Giauque in Ligerz nieder. Aus dieser Umgebung schuf er zahlreiche Landschaftsbilder. 1925 heiratete er Elsi Giauque. In zweiter Ehe war er ab 1949 mit der Handweberin Elisabeth Siegrist (1901–1964) verheiratet. 1933 und 1934 erhielt er ein eidgenössisches Kunststipendium. 1948 schuf er das Wandmosaik Arche Noah für das Bundesamt für Landestopografie in Bern. 1957 erhielt er ein Stipendium der Kunstakademie in Florenz.
Fernand Giauque schnitzte Figuren und stellte Dekorationen für mehrere Marionettentheater her. Zudem schuf er Wandgemälde, Lithografien und Illustrationen. Seine Werke stellte Giauque in zahlreichen Gruppenausstellungen aus. Giauque war Mitglied der Sektion Bern der GSMBA. 2005 wurden seine Werke in einer Retrospektive im Museum Neuhaus in Biel gezeigt.